# Губернадурица
Губернадурица (многи је погрешно зову Гувернадурица) је пећина у Цетињском манастиру у којој су први политички затвореници били последњи црногорски губернадур Вуколај Радоњић и његов брат Марко. Губернадур Вуколај је тамновао од 16. јануара 1832. год. до 20. априла 1832. год. По њима је та тамница прозвана Губернадурица. Од последица тамновања у Губернадурици у којој је током целе године температура 0 °C, је умро и Губернадур. Касније су у Губернадурици били затварани најтежи политички преступници чак до завршетка Другог светског рата.